# フレンズ〜ポールとミシェル
『フレンズ〜ポールとミシェル』（Friends）は1971年のイギリス・アメリカ映画。

## 概要
14歳の少女と15歳の少年の恋愛と出産、現実の過酷さを描き、当時は珍しかった10代の少年少女の恋愛、妊娠と出産が話題を呼び、世界的にヒットした作品となった。監督のルイス・ギルバート自らが原案を執筆した。音楽はエルトン・ジョンが担当（バーニー・トービンが作詞を担当）。
同作品は1972年のゴールデングローブ賞の最優秀外国映画賞候補（英語）作品となると同時に、同年のグラミー賞の映画音楽賞部門賞の最優秀映画音楽賞の候補作品にもなったが、いずれも受賞を逃した。
1974年には同監督、同俳優で続編『続・フレンズ ポールとミシェル』が制作された。

## あらすじ
父娘家庭の14歳のミシェルはアルルで画家の父親と住んでいたが、その父親が死亡したことで孤児となり、従姉妹のアニーを頼ってパリに来た。しかし、アニーはピエールと言う男と同棲を始めており、居心地は良くなかった。ミシェルはアルルに戻りたいという想いが募っていた。一方、パリに在住している英国人の15歳のポールは父親の後妻とその連れ子に対して反感を抱いていた。動物園で知り合った二人は、やがてお互いの家庭の不満から家出して、ミシェルの父親の別荘があるアルルに行く事にした。アルルの美しい自然の中で二人の気持ちは急速に接近していった。しかし生活という現実から二人は逃れる事は出来ず、ポールは仕事を探し、見つからないときは猟師が捨てた雑魚を拾って持ち帰るという貧困生活に明け暮れていた。そんな中でも二人は結ばれ、やがて妊娠し、医者に頼らず二人で出産した。赤ん坊は順調に育ち、ポールの仕事もようやく軌道に乗ってきていたが、ポールには捜索願が出されていて地元の警察がポールの存在を知ることになった…

## キャスト
| 役名                 | 俳優                 | 日本語吹替                          |
| 役名                 | 俳優                 | 日本テレビ版                        |
| -------------------- | -------------------- | ----------------------------------- |
| ポール・ハリスン     | ショーン・バリー     | 鹿沼政仁                            |
| ミシェル・ラトゥール | アニセー・アルヴィナ | 瀬戸薫                              |
| ロバート・ハリソン   | ロナルド・ルイス     | 木村幌                              |
| アニー・マチルド     | パスカル・ロベール   |                                     |
| ピエール             | サディ・ルボ         |                                     |
| ジェーン・ガードナー | トビー・ロビンズ     |                                     |
| 不明 その他          |                      | 秋元羊介 藤本譲 峰恵研 宮内幸平     |
|                      |                      |                                     |
| 演出                 | 演出                 | 福永莞爾                            |
| 翻訳                 | 翻訳                 | 岩佐幸子                            |
| 効果                 |                      |                                     |
| 調整                 |                      |                                     |
| 制作                 | 制作                 | 東北新社                            |
| 解説                 | 解説                 | 水野晴郎                            |
| 初回放送             | 初回放送             | 1977年12月14日 『水曜ロードショー』 |

## 続編

### 続フレンズ ポールとミシェル
少年ポールと少女ミシェルの友情から恋に変わったプロセスを描いた前作から3年後のその後の二人を描く
日本公開：1974年3月16日(土)
現題は「Paul and Michelle」

## あらすじ
ポールとミシェルが別れさせられて、三年の歳月が流れた。英国に連れ戻されたポールは、父ロバート卿の厳しい監視のもとで高校生活を終え、パリのソルボンヌ大学へ進学することが決まっていた。その間、フランスに残してきたミシェルと、二人のあいだに生まれた娘のことを、一日たりとも忘れたことはなかった。新学期が始まる前、フランスめぐりをすると、父に申し出たポールはその日から、ミシェルを捜し廻った。ミシェルが働いていたというパン屋、ニースの花市場、ついに二人は再会することができた。二人の激しい抱擁が混雑する花市場の人の流れを止めた。ミシェルはポールを住いに案内し、三歳になる娘のシルビィに引き合わせた。しかし、ポールはそこで予期せぬことを知った。ミシェルは、ギャリー・ウェストンという航空会社に勤務するアメリカ人と、同棲していたのだ。しかし、ミシェルにとってポールこそ忘れ得ぬ人であった。ギャリーと別れ、親子三人は想い出深いアルルの田舎屋を訪ねる。畑も、野原も、野を駈ける馬も、何ひとつ変わっていない。夏の太陽のもとで、ポールとミシェルの間に、三年間の空白は存在しなかった。やがて、ポールがソルボンヌ大学に入学する日が近づき、一足先に彼だけがパリに戻り、アパートを探してからミシェルとシルビィを呼び寄せることにした。パリでの親子三人の新しい生活が始まったが、決して楽なものではなかった。ミシェルとよりを戻したことを知ったポールの父が、送金を断ったため、ポールは製肉工場でアルバイト、ミシェルはレストランで皿洗いをして生計を立てなければならなかった。昼と夜のすれ違いの生活に加え、ミシェルが、ポールと女子学生スザンナの関係を疑いだしたために、二人のあいだは急速にゆがんだものになっていった。ミシェルが妊娠していることに気づいたのは、そういうときだった。彼女には、父親がポールなのかギャリーなのか確信がもてなかったために、ポールに相談せず、中絶手術を受けた。それを知ったポールは怒り、二人はいがみあった。その争いに、心を痛めたシルビィが夜の街に逃げだし、若い両親がセーヌの河岸を探し廻ったこともあった。ある日、思いがけずギャリーがパリに現われ、ミシェルをアメリカに連れてゆき、結婚したいと申し出た。ミシェルは迷ったが、もう一度自分の人生をポールに賭けようと決心する。そして、ポールが大学を卒業するまでの三年間、田舎に戻って娘と二人で生活するために、パリを発つことにした。

## 関連事項
- フレンズ〜オリジナル・サウンドトラック